# 超人救護隊
《超人救護隊》（英語：Mighty Med）是一部由吉米·班史丹及安迪·史沃茲開發的電視影集。本劇於2013年10月7日在迪士尼XD開播，迪士尼頻道則在2013年10月12日首播。
2014年5月22日，迪士尼宣布續訂第二季。 2015年9月3日宣布本劇將於第2季完結，並將會開發衍生劇，而《超能高校生》中的角色將共同加入衍生劇。布萊德利·史蒂芬·佩瑞、傑克·秀特與派瑞絲·貝瑞克將加入續集。

## 故事
奧利佛與大凱這兩個好麻吉，看起來跟一般高中男生沒什麼兩樣，愛追著女生跑、愛看漫畫、還愛打電動。看似平常的這兩個高中生，某天遭遇意外前去醫院後發現藏在儲藏室的一道秘密通道，而這條通道竟然是通往專治超級英雄疑難雜症的「超人救護隊」！原來他們平日最愛的超級英雄竟然都是真的，而這些英雄在受傷時還需要專屬的超能醫療。
奧利佛和大凱憑著他們在漫畫中所看到的知識，意外成為超人救護隊的一員，不管是醫治隱形症、修好故障的雷射視線或回復飛行能力，都難不倒他們。這也讓他們發現，要當個超級英雄，其實並不一定要有超能力，而是充分發揮自己的才能，人人都可以是超級英雄。

## 登場人物

### 主要角色
- 大凱（布萊德利·史蒂芬·佩瑞 飾演）（國語配音：徐偉翔）

- 奧利佛（傑克·秀特 飾演）（國語配音：鈕凱暘）

- 絲凱樂·史壯姆（派瑞絲·貝瑞克 飾演）（國語配音：穆宣名）

超級英雄「暴風女孩」
- 艾倫·迪亞茲（德文·里歐斯（英语：Devan Leos） 飾演）

- 賈斯（奧吉·艾瑟克（英语：Augie Isaac） 飾演）

大凱與奧利佛同學。

### 常設角色
- 喬丹（寇茲·齊侯斯朵弗（英语：Cozi Zuehlsdorff） 飾演）
- 史蒂芬妮（布魯克·索龍森 飾演）

### 超人救護隊
- 赫拉斯·狄亞茲博士（卡洛斯·拉卡梅拉（英语：Carlos Lacámara） 飾演）（國語配音：馬伯強）

超人救護隊負責人，艾倫的叔叔。
- 班尼（凱倫·索尼 飾演）
- 蜥蜴人（德克·艾勒斯 飾演）
- 飛利浦（傑瑞米·浩沃德（英语：Jeremy Howard） 飾演）
- 安伯洛斯（奧利佛·米爾海德（英语：Oliver Muirhead） 聲演）

## 集數
| 季數 | 季數 | 集數 | 播出日期（美國） | 播出日期（美國） |
| 季數 | 季數 | 集數 | 首播             | 季終             |
| ---- | ---- | ---- | ---------------- | ---------------- |
|      | 1    | 24   | 2013年10月7日    | 2014年9月15日    |
|      | 2    | 20   | 2014年10月20日   | 2015年9月9日     |

## 腳註
1. ↑  .   [2015-02-16]. （原始内容存档于2014-09-24）.
2. ↑  台灣迪士尼官方網站 的存檔，存档日期2015-02-16.

## 外部連結
- 官方网站
- 互联网电影数据库（IMDb）上《超人救護隊》的资料（英文）
- . DisneyXD Canada. （原始内容存档于2013-11-03）.